# Домейко, Игнацы
Игна́тий (Игна́цы) Домейко (Игнатий Ипполитович Домейко; бел. Ігнат Іпалітавіч Дамейка, пол. Ignacy Domeyko, лит. Ignotas Domeika, в Чили известен как Игнасио Домейко Анкута, исп. Ignacio Domeyko Ancuta; 31 июля 1802, Большая Медвядка — 23 января 1889, Сантьяго-де-Чили) — геолог, минералог, географ и этнолог, долголетний ректор Чилийского университета и член многих научных обществ, один из самых известных воспитанников Виленского университета и национальный герой Чили. Родился в исторической Литве (на территории современной Беларуси), которая за 7 лет до его рождения при третьем разделе Речи Посполитой вошла в состав Российской империи. Он усвоил культурные и политические традиции бывшего Великого княжества Литовского, и занимает важное место в истории науки и культуры Польши, Беларуси, Литвы и Чили.

## Биография
Родился в имении Медвядка (бел. Мядвядка, пол. Niedźwiadka Wielka) Новогрудского уезда Минской губернии (ныне Кореличский район, 14 км к юго-западу от городского посёлка Мир). Его отец был председателем суда Новогрудковского земства. Возлюбленная поэта Адама Мицкевича Марыля Верещако приходилась Игнацы двоюродной сестрой.
С 1812 года вместе со старшим братом Адамом Домейко учился в пиарской школе в Щучине, подведомственной Виленскому университету. Гувернёром братьев был Онуфрий Петрашкевич.
Окончив школу, в 1816 году, Игнацы Домейко поступил на отделение физики и математики Виленского университета. 14-летний Домейко был одним из самых юных студентов университета. В июне 1817 года получил степень кандидата философии. Учёбу закончил в первой половине 1820 года.
В 1822 году посещал лекции астронома Петра Славинского, в 1823 году слушал лекции философа Юзефа Голуховского и историка Иоахима Лелевеля. В июне 1822 года ему была присвоена степень магистра философии.
В 1820 году стал восьмым членом тайной студенческой организации филоматов, основанной в 1817 году, одним из основателей которой был Онуфрий Петрашкевич. Принимал участие в деятельности дочерних организаций филоматов — общества филадельфистов, лучезарных и других, заведовал библиотекой филоматов.
В ноябре 1823 года был арестован. Вместе с большинством арестованных филоматов был заключён в базилианском монастыре Святой Троицы.

«Общий именной список принадлежавших к тайному обществу филаретов, существовавшему в Вильне, между учениками Виленского университета равно оговоренных и неотысканных, учинен в Следственной Комиссии 1824 года мая 13 дня» сообщает про него следующее:
«Игнатий Домейко, кандидат философии, 21 лет, Гродненской губ., Новогродского уез., где имеет имение Недзвядки называемое; секретарь розового союза. Он же был и в обществе филоматов».
Благодаря усилиям родственников в январе или феврале 1824 года Игнацы Домейко был освобождён. Приговор суда, скреплённый императором 14 августа и объявленный 6 сентября 1824 года, был, в сравнении с приговорами, например, в отношении Томаша Зана или Яна Чечота, мягким: судебное решение предписывало жить под надзором полиции в семейном имении без права куда бы то ни было отлучаться и занимать государственные должности.
Шесть лет Домейко провёл в имениях своего дяди, сначала в Жибартовщизне, затем в Заполье. Перевёл на польский язык песни Оссиана и Коран (вместе со священником Дионизом Хлевинским). Занимался хозяйством — внедрял сельскохозяйственные новинки, строил мельницы, винокурни, лесопилки. Жизнь помещика его, однако, не влекла.
В 1829 года полицейский надзор был с него снят. Это позволило принимать участие в легальной общественной деятельности. В 1830 году был избран в гродненский сеймик.

### Восстание и эмиграция
В том же 1831 году впервые выехал из Литвы. Посетил Варшаву, где встретился с Иоахимом Лелевелем. Когда он вернулся на родину, началось Польское восстание 1830 года. Домейко принял в нём участие, воевал в частях корпуса генерала Дезидерия Хлаповского, одно время вместе с Эмилией Плятер и её двоюродными братьями Цезарем и Владиславом Плятерами, а также познакомился с доктором Каролем Марцинковским. После проигранной битвы под Шавлями летом 1831 года вместе с другими повстанцами отступил в Пруссию, где был интернирован.
В конце года получил разрешение на выезд и в начале 1832 года выехал в Дрезден. В Дрездене вновь сблизился с Адамом Мицкевичем, общался с Антонием Эдвардом Одынцем. Выезжал в Саксонию, Швейцарию, посетил Фрайберг, где ознакомился с Горной академией.

### Франция
В августе 1832 года вместе с Мицкевичем и другими эмигрантами прибыл в Париж. Участвовал в деятельности различных эмигрантских объединений. Помогал Мицкевичу переписывать эпическую поэму «Пан Тадеуш» (послужил прототипом эконома Жеготы, одного из героев поэмы). Посещал лекции в Сорбонне и во Французской коллегии, занимался в Ботаническом саду, участвовал в геологических экскурсиях.
В 1834 году поступил в Горную школу (фр. École des Mines). Составил географическую, геологическую и экономическую карту былых земель Речи Посполитой и написал к ней обширные комментарии (карта и комментарии не была изданы; материалы использовались в других изданиях). В 1837 году получил диплом горного инженера. В том же году принял приглашение горной школы Ла-Серена в Кокимбо на севере Чили.

### Чили

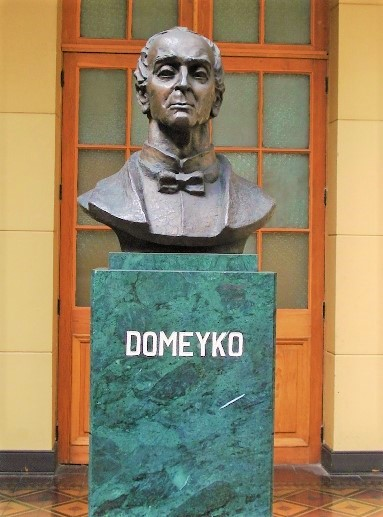
Бюст Домейко в Чилийском университете

До 1846 года преподавал в горной школе Ла-Серена (Кокимбо; сейчас университет в этом городе носит его имя). Проводил разнообразные исследования, комплектовал минералогические коллекции, основал физическую лабораторию, научную библиотеку, зоологическую коллекцию. По разработанной Домейко методике знания закреплялись практическими занятиями химией, физикой, геологией. В 1845 году выпустил книгу на испанском языке с описанием быта, культуры, языка индейцев арауканов, переведённую на несколько языков.
По истечении срока контракта обосновался в Сантьяго-де-Чили. В декабре 1848 года получил чилийское гражданство, летом 1850 года женился на чилийке Энрикете Сотомайор, которая в дальнейшем родила ему двух сыновей и дочь. В 1852 году был назначен руководителем делегатуры по делам высшей школы и с тех пор энергично занимался организацией образования и научных учреждений в Чили. В 1867 году был избран ректором Чилийского университета (исп. Universidad de Chile) и переизбирался четырежды, оставаясь в этой должности шестнадцать лет. В учреждённой по его инициативе Горной школе были подготовлены чилийские национальные кадры преподавателей горного дела, геологов, минералогов.
Организовал метеорологическую службу в Сантьяго-де-Чили. Продолжал заниматься минералогическими исследованиями, изучал обнаруженный в пустыне Атакама метеорит, исследовал аборигенов Южной Америки. Научные работы (около 130) писал преимущественно на французском и испанском языках. Несколькими изданиями вышел его учебник и вместе с тем научный труд «Основы минералогии» (исп. Elementos de mineralojia; 1854, 1860, 1879), с несколькими приложениями. Поддерживал связи с отечеством, посылая в университеты Варшавы и Кракова свои труды и другие выходившие в Чили издания, заботился о создании в Кракове минералогического музея. Стал членом многих европейских научных обществ.

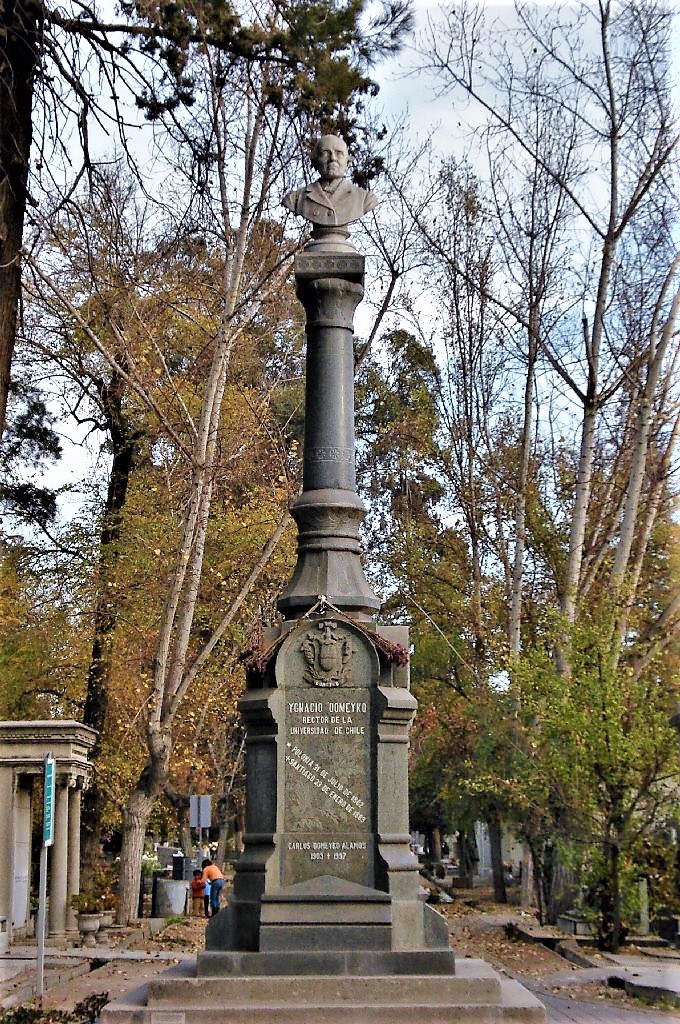
Могила Домейко в Сантьяго-де-Чили

### Поздние годы
Летом 1884 года с сыновьями прибыл в Бордо. В Париже встретился с друзьями юности Владиславом Ласковичем и Юзефом Богданом Залеским, посетил семью Владислава Мицкевича, сына знаменитого поэта. В Кракове был с энтузиазмом принят научной общественностью. В Варшаве встречался с Одынцем, побывал в Вильне, на родине в Медведке, в Мире и Новогрудке.
Осенью вернулся в Париж. В 1885 году побывал в Риме (получил аудиенцию у папы римского Льва XIII) и Неаполе. С исследовательскими целями поднялся на вулкан Везувий. Затем вновь посетил Краков, откуда с Петром Семененко отправился в паломническое путешествие по Святой земле. Вернувшись в Париж, вскоре снова вернулся на родину и провёл там два с лишним года, лишь изредка ненадолго отлучаясь.
Игнатий Ипполитович навестил все родные места (кстати, в современной Белоруссии имеется 17 населенных пунктов, так или иначе связанных с именем Домейко), поклонился родительским могилам. Это путешествие было логическим завершением жизненного пути. Совсем не случайно он писал в свое время Адаму Мицкевичу из Чили: «Естественно, переродиться я никогда не сумею и надеюсь на Бога, что я — или в Кордильерах, или в Панарах (Вильня) — все равно умру литвином…».
На родине Домейко писал книгу «Мои путешествия», где подводил итоги своей жизни, которая была издана в 2002 году в минском издательстве «Беларускі кнігазбор».
В апреле 1887 года краковский Ягеллонский университет присвоил Домейко степень почётного доктора медицины. В выданном Домейко отмечено: «…славному мужу Игнату Домейко, литвину…».
Летом 1888 года выехал в Чили. По дороге тяжело заболел. Умер в Сантьяго-де-Чили 23 января 1889 года. Был погребён на средства чилийского правительства; день похорон был объявлен днём национального траура.
Чилийская общественная деятельница Ана Домейко (1902—2007) была внучкой Игнацы, а чилийско-американская кинорежиссёр и журналист Сесилия — его правнучка.

## Память

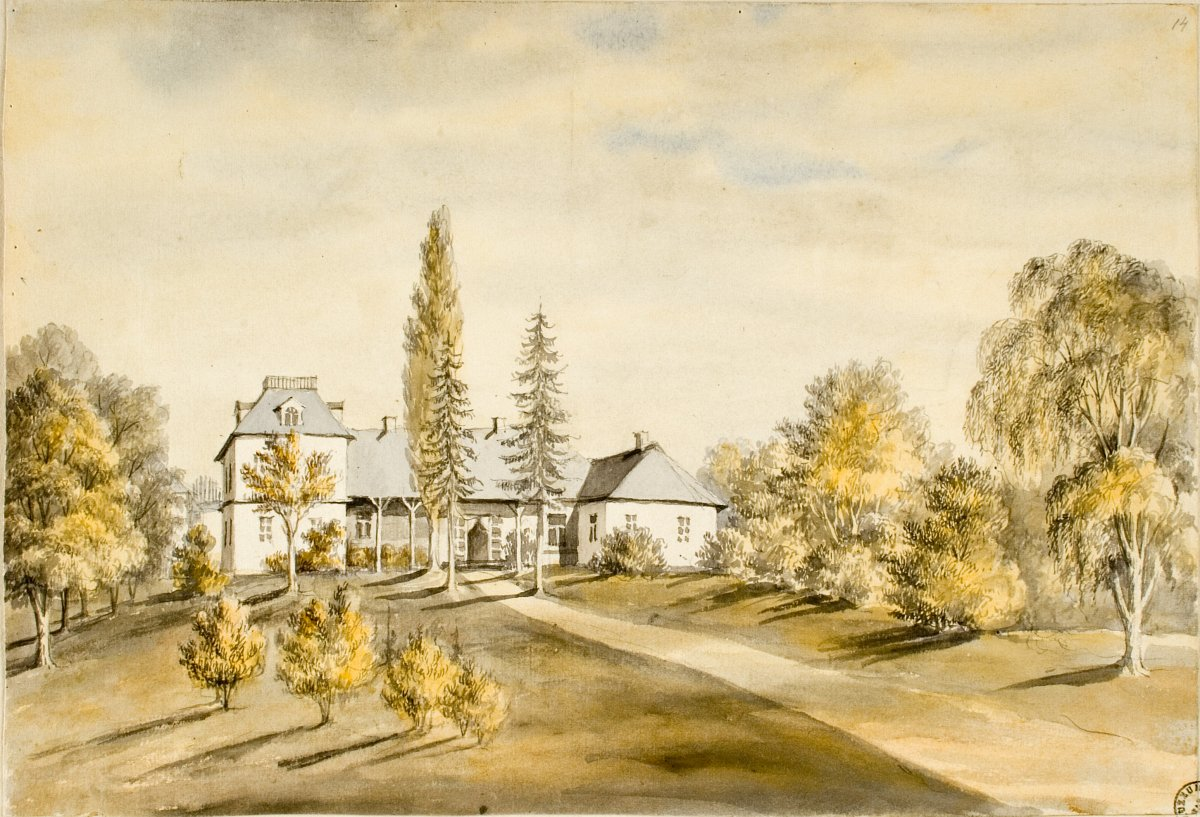
Поместье Медвядка на картине Н. Орды

- Именем Домейко названа малая планета, открытая чилийским астрономом Карлосом Торресом в 1975 году (астероид 2784 Домейко), минерал домейкит, обнаруженный самим Домейко в 1844 году в Чили, аммонит (Amonites domeykanus), выведенный в Варшаве сорт азалии, семейство растений Domeykiaceae и несколько его растений, кактус (Maihueniopsis domeykoensis), фиалка (Viola domeykiana), головоногий моллюск, небольшой город в Чили, улицы в Сантьяго-де-Чили, Вальпараисо и ещё в восьми городах Чили, а также в Вильнюсе, горный хребет Кордильера-Домейко в Андах, польская библиотека в Буэнос-Айресе (исп. Biblioteca Polaca Ignacio Domeyko), несколько лицеев, других учебных и научных учреждений в Чили, музей[9] и обелиск в селе Крупово[10] (Беларусь, Гродненская область, Лидский район, вблизи места рождения Домейко), где также именем Домейко названа улица[11] и т. п.
- Медвядка — бывшее поместье Домейко во 2-й половине XVIII—XIX вв., около деревень Большая Медвядка и Малая Медвядка (Мирский сельсовет, Кореличский район Гродненская область Беларусь). Сохранился фундамент дома, в котором родился Игнатий Домейко, и семейный костёл (сейчас это православная церковь), а также установлены мемориальный камень и памятный бюст учёному[12][13].
- Музей И. Домейко в г. п. Мир (Гродненская область)[14].
- Улицы в честь И. Домейко в Беларуси: Барановичах, Гродно, агрогородке Дитва (Лидский район Гродненская область), Дятлово, Кореличах, агрогородке Крупово (Лидский район Гродненская область), Лиде, Минске, г. п. Мир (Гродненская область), Новогрудке.
- 2002 год в связи с 200-летием рождения Домейко был объявлен ЮНЕСКО Годом Игнацы Домейко. Юбилейные мероприятия под патронажем президента Польши Александра Квасьневского и президента Чили Рикардо Лагоса прошли в Чили, а также в Беларуси и Литве. В сентябре 2002 года в воротах базилианского монастыря Святой Троицы в Вильнюсе, где Домейко пребывал в заключении во время следствия по делу филоматов, была открыта мемориальная доска с его барельефом (скульптор Валдас Бубялявичюс, архитектор Йонас Анушкявичюс).
- В 2017 году сообщалось о подготовке процесса беатификации Игната Домейко в архиепархии Сантьяго-де-Чили[15].
- Мемориальный камень в честь И. Домейко в агрогородке Крошин Барановичского района Брестской области Республики Беларусь.
- Потомки Игната Домейко, в том числе его правнучка Пас Домейко, её дочь Паулина и внуки Джеймс и Ник, а также Сесилия[англ.] и Мигель Домейко, посещали малую родину своего знаменитого предка[16].
- Книга Пас Домейко Леа-Пласа «Ігнат Дамейка: з Мядзвядкі — у Санцьяга-дэ-Чылі». К 215-й годовщине со дня рождения Игната Домейко в Издательском доме «Звязда» увидел свет белорусский перевод испанской книги — «Ігнат Дамейка: з Мядзведкі — у Санцьяга-дэ-Чылі (1802—1889)». Оригинал книги написала правнучка Пас Домейко Леа-Пласа, используя дневники своего знаменитого предка и его переписку с известными личностями XIX в.[16]

## В филателии и нумизматике
- В честь И. Домейко выпускались почтовые марки в Польше и Литве, также ему была посвящена монета номиналом 2 злотых Польши, выпущенная в 2007 году.
- 12 сентября 2002 года выпущен в обращение конверт с оригинальной маркой «200 лет со дня рождения Игната Домейко»[17].
- В Беларуси к 160-летию Домейко выпущена банкнота в 100 белорусских рублей, а к 200-летию были выпущены юбилейные монеты номиналом 1 (из никеля) и 20 (из серебра) белорусских рублей[18].
- В Польше в 2007 году была выпущена монета номиналом в 2 злотых (из сплава «Северное золото»), посвящённая Домейко.